# Lepidoceras chilense
Lepidoceras chilense là một loài thực vật có hoa trong họ Santalaceae. Loài này được (Molina) Kuijt mô tả khoa học đầu tiên năm 1985.